# سيلايار (جزيرة)
جزيرة سيلايار هي الجزيرة الرئيسية في جزر سيلايار وتقع مقابل رأس بيرا في سولاوسي الجنوبية في إندونيسيا ويفصلها مضيق سيلايار عن جزيرة سولاوسي.
بينتنغ هي المدينة الرئيسية في الجزيرة، ومن القرى الأخرى:
- بونيلوه
- بادانغ
- بارانغبارانغ

الجزيرة عبارة عن شريط ضيق طوله 50 ميلاً، ومساحتها ومساحتها 248 كم². بنتنغ تعتبر وجه للانطلاق للغوض.

## مواقع الغوص قرب الجزيرة
- جزيرة الماعز، وتقع في مضيق سيلايار، حيث تتواجد أسماك القرش ذات الألوان المائلة للبياض والسواد والسمكة الببغائية وسمك العقرب والصبيدج والأخطبوط.
- جزيرة سيلايار المرجانية: تتميز بقاع رملي وتتوفر الرخويات البحرية وأسماك نابليون والأسماك الإنبوبية والأطوم.
- شرق سيلايار: على بعد ساعة إلى ساعتين حيث توجد أسماك السطح، وأشعة مانتا أحياناً.

هنالك أيضاً مواقع أخرى للغوص ضمن جزر سيلايار وليس في المنطقة المباشرة حول الجزيرة.